# Józef Klicze
Józef Klicze (ur. 10 marca 1898 we wsi Mchy, zginął 14 maja 1920) – podchorąży obserwator Wojska Polskiego II RP, kawaler Orderu Virtuti Militari.

## Życiorys
Urodził się w Wielkopolsce, w zaborze pruskim jako syn Roberta i Marii z Tomaszewskich. Był absolwentem Seminarium Nauczycielskiego w Pile. Powołany w 1917 r. do armii niemieckiej, początkowo przydzielony został do 2 Pułku Artylerii Lekkiej, a w kwietniu 1917 r. został instruktorem w szkole reflektorów w Hanowerze. W październiku 1917 r. został skierowany na front francuski. W 1918 roku przeszedł do lotnictwa i po ukończeniu szkoły lotniczej w Halberstadt, kursu lotników obserwatorów w szkole przygotowawczej w Altenburgu i w Głównej Szkole Lotników Obserwatorów uzyskał dyplom obserwatora. Armię Cesarstwa Niemieckiego opuścił 1 stycznia 1919 r.
Wrócił do Wielkopolski i wziął udział w Powstaniu Wielkopolskim. Po powstaniu jako doświadczony, sprawdzony w polu obserwator został mianowany instruktorem obserwatorem w Szkole Obserwatorów w Ławicy.
20 maja 1920 roku jako ochotnik przybył wraz z 14 eskadrą wywiadowczą na Front Litewsko-Białoruski. Wziął udział we wszystkich akcjach bojowych eskadry. Razem z sierżantem pilotem Władysławem Bartkowiakiem, z którym tworzyli załogę, dokonał wielu bohaterskich czynów. Między innymi: zbombardowania dworca kolejowego w Szepietówce – najważniejszego punktu koncentracyjnego bolszewików na Wołyniu – 90 km za linią frontu czy zbombardowania lotniska bolszewickiego w Krainikach. Wkrótce został dowódcą grupy złożonej z 4 samolotów.
14 maja 1920 roku, pełniąc misję wywiadowczą na samolocie Halberstadt CL.II nad frontem polsko-bolszewickim, stoczył długą walkę powietrzną z samolotem sowieckim pilotowanym przez Aleksieja Szyrynkina. Samolot Klicze i Bartkowiaka został zestrzelony pod Borysowem, grzebiąc załogę. Obaj polscy piloci zostali z honorami pochowani przez lotników bolszewickich.
9 listopada 1920 został pośmiertnie mianowany z dniem 1 sierpnia 1920 podporucznikiem wojsk lotniczych.

## Ordery i odznaczenia
Pośmiertnie za wybitne zasługi dla lotnictwa polskiego Józef Klicze został odznaczony:
- Krzyżem Srebrnym Orderu Wojskowego Virtuti Militari nr 8130 – 27 lipca 1922[2],
- Polową Odznaką Obserwatora – 11 listopada 1928 „za loty bojowe nad nieprzyjacielem w czasie wojny 1918-1920”[6].